# Шестаков, Поликарп Иванович
Полика́рп Ива́нович Шестако́в (10 марта 1922, Каракшино, Пермский край — 27 декабря 2003, Лысьва) — советский и российский поэт, фронтовик, участник Великой Отечественной войны 1941—1945 гг., Советско-японской войны, капитан, кавалер Ордена Красной Звезды, Ордена Отечественной войны I степени.

## Биография
Родился 10 марта 1922 года в деревне Каракшино Лязгинского сельсовета Лысьвенско-Соинской волости.
В 1940 году окончил в Лысьве среднюю школу № 3, а через год его призвали в армию. Место призыва: Лысьвенский районный военный комиссариат, место службы: Московские курсы усовершенствования офицеров пехоты Московского военного округа.
Во время Великой Отечественной войны командовал взводом, ротой, заслужил правительственные награды. С 10 января 1942 года, находясь на Калининградском фронте в составе 134 стрелковой дивизии 515 стрелкового полка в должности командира строевого взвода, а затем командира строевой роты, гвардии старший лейтенант Шестаков П. И. участвовал в оборонительном бою за город Рославль Смоленской области. При обороне населённого пункта Чёрный ручей получил контузию, но продолжил управлять ротой, а спустя два дня был ранен в руку (всего за годы войны получил три ранения, в том числе два тяжёлых); датой подвига, совершённого Шестаковым П. И. стало 8 апреля 1942 года.
Был участником Советско-японской войны, которую закончил в звании капитана.
В 1946 году вернулся в Лысьву. Работал редактором газеты «За передовою металлургию», директором дорожно-строительного управления. В качестве участника городской фронтовой бригады проводил встречи с молодёжью.
Основной период творчества Поликарпа Шестакова пришёлся на годы жизни после пятидесятилетия, когда было написано более 600 стихов. Он печатался в местной прессе, посещал литературный кружок при газете «Искра», руководил которым ответственный секретарь редакции, также участник Великой Отечественной войны Константин Петрович Максимов. Имя самодеятельного поэта вошло в историю лысьвенской культуры.
Шестаков П. И. скончался 27 декабря 2003 года, похоронен на кладбище в Лысьве.

### Сборники
- Шестаков П. И. Та самая весна…: 55-летию Победы посвящается / сост. И. И. Михайлов. — Лысьва: Типография, 2000. — 222 с.
- Шестаков П. И. Горящие камни. — Пермь, 2000. — 202 с.

### Публикации
- Шестаков П. И. Отечество, в котором мы живем // Отечества священная палитра: сб. стихов участников 5 и 6-го открытых поэтических конкурсов. Вып. 3 / отв. за вып. Е. Б. Брек; ред.-сост. И. И. Михайлов. — Лысьва: ООО «Издат. дом», 2010. — С. 5. — 80 с.
- Шестаков П. И. Вы талисман душевности моей / П. Шестаков // За передовую металлургию. — 2005. — 5 марта. — С. 7
- Шестаков П. И. «А Русь не тронь» : стихи / П. Шестаков // Искра. — 1994. — 7 мая. — С. 4

## Награды

### Военные
- Орден Красной Звезды[2][7][12];
- Орден Отечественной войны I степени[3][13][14];
- Медаль «За победу над Германией в Великой Отечественной войне 1941—1945 гг.»[4][5][15];
- Медаль «За победу над Японией»[4][5][16].

### Творческие
- Лауреат областного поэтического конкурса «Земляки» (2000)[4][5][11].

## Память
С 2004 года в городе Лысьве проводится открытый поэтический конкурс «Отечества священная палитра», посвящённый памяти Поликарпа Ивановича Шестакова. Организаторы конкурса — управление культуры Лысьвенского городского округа, Лысьвенская центральная городская библиотека, литературно-поэтическое объединение «Родник», редакция Лысьвенской общественно-политической газеты «Искра». В состав жюри первого конкурса, инициированного детским литературным кружком «Родничок» под руководством Н. О. Нечуговских, вошли заместитель начальника управления культуры Ирина Кучумова, директор Лысьвенской, центральной городской библиотеки Зинаида Копылова, поэты Игорь Михайлов, Елена Соснина и Галина Башарина. Заявки подали пятнадцать человек, а на следующий год количество участников увеличилось в четыре раза. География конкурса постоянно расширяется, выйдя на международный уровень: по сведениям председателя жюри Игоря Михайлова, в 2017 году заявился 231 человек из более чем 40 регионов России, Казахстана, Украины, Донецкой и Луганской народных республик, Беларуси и Австралии. Церемонии награждения победителей конкурса анонсируются Администрацией Лысьвенского городского округа, а итоги нередко освещены за пределами региона, включая информацию о победителях на городских порталах и сайтах администраций, СМИ, энциклопедических проектов. По страницам конкурсов издаются сборники, большинство из которых доступны в электронном виде на сайте Лысьвенской библиотечной системы. Открытый поэтический конкурс «Отечества священная палитра» им. П. И. Шестакова был перечислен среди главных литературных событий 2018 года по версии издательской системы Rideró. 19 июня 2004 года, дата подведения итогов первого конкурса «Отечества священная палитра» памяти Поликарпа Ивановича Шестакова, включена в «Календарь знаменательных и памятных дат Лысьвенского городского округа на 2019 год».